# Nowa Wieś Lęborska (gmina)
Nowa Wieś Lęborska (do 1953 gmina Nowa Wieś) – gmina wiejska w województwie pomorskim, w powiecie lęborskim. W latach 1975–1998 gmina położona była w województwie słupskim.
Siedziba gminy to Nowa Wieś Lęborska.
Według danych z 31 grudnia 2011 gminę zamieszkiwało 13 295 osób.

## Struktura powierzchni
Według danych z roku 2002 gmina Nowa Wieś Lęborska ma obszar 270,39 km², w tym:
- użytki rolne: 60%
- użytki leśne: 30%

Gmina stanowi 38,25% powierzchni powiatu.

## Demografia

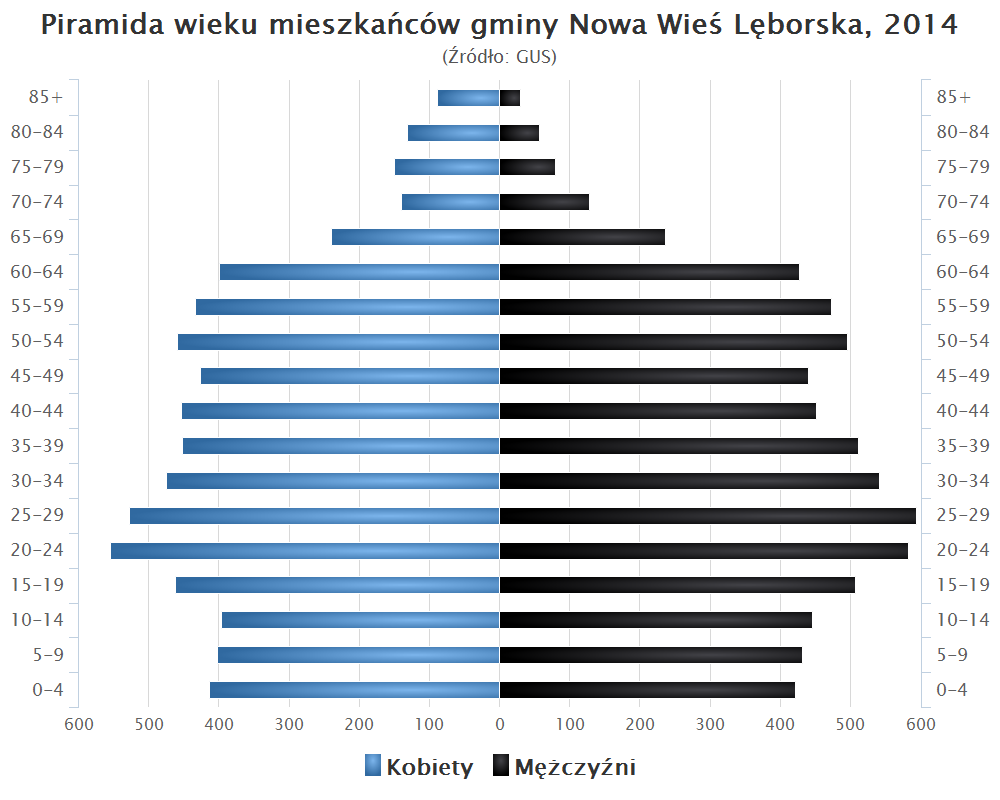
Piramida wieku mieszkańców gminy Nowa Wieś Lęborska w 2014 roku

Dane z 30 czerwca 2004:
| Opis                              | Ogółem | Ogółem | Kobiety | Kobiety | Mężczyźni | Mężczyźni |
| --------------------------------- | ------ | ------ | ------- | ------- | --------- | --------- |
| jednostka                         | osób   | %      | osób    | %       | osób      | %         |
| populacja                         | 12 146 | 100    | 5971    | 49,2    | 6175      | 50,8      |
| gęstość zaludnienia (mieszk./km²) | 44,9   | 44,9   | 22,1    | 22,1    | 22,8      | 22,8      |

## Sołectwa
W gminie znajdują się następujące sołectwa:
1. Chocielewko
2. Czarnówko
3. Darżewo
4. Dziechlino
5. Garczegorze
6. Janowice
7. Janowiczki
8. Karlikowo Lęborskie
9. Kębłowo Nowowiejskie
10. Krępa Kaszubska
11. Leśnice
12. Lędziechowo
13. Lubowidz
14. Łebień
15. Mosty
16. Nowa Wieś Lęborska
17. Obliwice
18. Pogorszewo
19. Pogorzelice
20. Redkowice
21. Rekowo Lęborskie
22. Tawęcino
23. Wilkowo Nowowiejskie

## Ochrona przyrody
- Rezerwat przyrody Czarne Bagno
- Rezerwat przyrody Łebskie Bagno

## Sąsiednie gminy
Cewice, Choczewo, Główczyce, Lębork, Łęczyce, Potęgowo, Wicko